# Sergio Endrigo
Sergio Endrigo (Pula, 15 de junho de 1933 — Roma, 7 de setembro de 2005) foi um cantor e compositor italiano. 
Nascido em Pula (Ístria) na atual Croácia, venceu como compositor o Festival de Sanremo de 1968 com a canção "Canzone per te", na voz dele e interpretada também pelo convidado Roberto Carlos. Nesse mesmo ano, representou a Itália no Festival Eurovisão da Canção com a canção "Marianne". "Io che Amo Solo Te", gravada em 1962, é sua música mais famosa, contando com várias regravações. Durante sua carreira, ele trabalhou com escritores e poetas como Gianni Rodari, Pier Paolo Pasolini, Vinicius de Moraes e Giuseppe Ungaretti e com músicos como Toquinho e Luis Bacalov.

## Biografia
Sergio Endrigo nasceu de Romeo Endrigo e Claudia Smareglia, que vieram da família do compositor Antonio Smareglia. Quando a Pola italiana e toda a Ístria foram ocupadas pela Iugoslávia em 1947, a família teve que fugir e foi primeiro para Veneza, onde Endrigo comprou seu primeiro violão. Seguiram-se três anos de escolaridade numa escola num campo de refugiados para italianos expulsos da Ístria em Brindisi.
Para ajudar financeiramente a mãe, interrompeu os estudos secundários e começou a trabalhar (entre outras coisas também como porteiro no Hotel Excelsior e como mensageiro no Festival de Cinema de Veneza); nesse período começou também a tocar violão.

## Carreira
Depois de completar seus estudos, ele retornou a Veneza. Juntamente com amigos, ele se apresentou como cantor em boates venezianas por sete anos. Ele cantou as músicas típicas americanas da época, de Bing Crosby, Frank Sinatra, Johnny Mathis a Mills Brothers. Acompanhou-se ao violão, embora nunca tivesse tido aulas de violão e em pouco tempo conseguiu emprego como cantor e contrabaixista em várias orquestras, inclusive a de Ruggero Oppi, até ingressar no ensemble de Riccardo Rauchi , onde conheceu Riccardo. Del Turco (que se tornou seu cunhado); foi com esta orquestra que a sua estreia musical como cantor ocorreu em 1959, com um single que incluiu Don't Busy My Phone e Hot Ice. Entre outros, apresentou-se no Teatro Malibran, onde ganhou o segundo prêmio com a sua "Canção de Setembro". Entre 1952 e 1958 ele fez aparições em casas noturnas e hotéis caros da Itália, como o "Cristallo" em Mestre , o "Hotel Bellevue" em Cortina d'Ampezzo , o "Embassy Night-Club", o "Astoria", o "Maxim", no "Odeon"e no luxuoso hotel Bauer Grunwald em Veneza.
Em 1960 começou a escrever suas próprias canções, a primeira se chamava Bolle Di Sapone, seguida de I Tuoi Vent'Anni, La Brava Gente e Chiedi Al Tuo Cuore.
Em 1962, a editora musical RCA em Roma publicou sua canção Io Che Amo Solo Te, que vendeu 650.000 cópias nas primeiras semanas. Com essa música, Sergio Endrigo também ficou famoso no exterior, principalmente no Brasil. As músicas de maior sucesso, como Aria Di Neve e muitas outras, vieram desses anos.
Em 1963 iniciou sua carreira solo como cantor e guitarrista, acompanhado ao piano por seu amigo, o pianista Enzo Jannacci. Seguiu-se uma colaboração de doze anos com o compositor argentino Luis Bacalov, que o aconselhou em assuntos de música. A seu conselho cantou La Rosa Bianca e La Colomba com letra de Rafael Alberti e música de Guastavino. Em colaboração com Sergio Bardotti, foram criados textos para outras músicas. Ele escreveu a música Il soldo Di Napoleone baseada em um poema de Pier Paolo Pasolini .
Em 1965, ele deixou sua editora musical por divergências sobre o tipo de música que deveria produzir com ela e mudou para o Fonit Cetra, o que mais tarde lhe trouxe desvantagens financeiras.
Em 1966 participou pela primeira vez no Festival de Sanremo com Adesso sì, em 1967 com Dove Credi Di Andare e em 1968 finalmente ganhou o primeiro prêmio com Canzone Per Te interpretada por ele e por Roberto Carlos. No mesmo ano, participou do Grand Prix Eurovision com a música Marianne, que mais tarde foi publicada por Cliff Richard em uma versão em inglês. Ganhou o segundo prêmio em Sanremo em 1969 com Lontano dagli occhi e o terceiro prémio em 1970 com L'arca di Noè. Ele teve ainda mais sucesso a partir de 1976 com as canções Teresa!, Mani Bucate, Girotondo Intorno Al Mondo (baseado em um poema de Paul Fort) e La Colomba (baseado em um poema de Rafael Alberti).

Na década de 1970 escreveu canções infantis baseadas em textos do brasileiro Vinicius De Moraes ("La Casa", "Il Pappagallo", "La Pulce", "La Papera", "L'Arca", ...) por Gianni Rodari ("Ci Vuole Un Fiore", "Napoleone", "Ho Visto Un Prato" etc.).
Sergio Endrigo atuou com sucesso em muitos países: Estados Unidos, Canadá, Argentina, Brasil, Cuba, União Soviética, Iugoslávia (Croácia, Bósnia e Sérvia), República Tcheca, Romênia, Bulgária, Japão, Israel, Grécia, Suíça, Espanha, Portugal, Inglaterra, França, Alemanha, Turquia e Uruguai. Seu maior sucesso fora da Itália foi no Brasil, onde voltou a se apresentar por muitos anos; a primeira vez em 1964 em São Paulo, depois na Bahia, Rio de Janeiro, Belo Horizonte, Curitiba, Porto Alegre e em Caixas do Sul. Ele esteve pela última vez no Brasil em 2000 e cantou em São Paulo no clube 'Tom Brasil'.
Durante sua carreira escreveu mais de 250 canções, para si e para outros cantores, especialmente para Marisa Sannia; junto com Sergio Colomba produziu dois álbuns de poemas em dialeto da Ístria de Biagio Marin e Ignazio Buttitta.
Em 1974 compôs a canção "elle Mie Notti, junto com Paolo Margheri e Riccardo del Turco.
Em 1995 Sergio Endrigo enveredou nos caminhos da literatura e publicou um livro: Quanto mi dai se mi sparo?'

## Vida Pessoal
Sergio Endrigo foi casado com Maria Giulia Bartolacci, mulher que conheceu em 1962 graças a Riccardo del Turco que se casou com Donatella ou irmã de Maria Giulia. Maria Giulia sempre foi apelidada de Lula. O casamento chegou em 1963 e depois em 1965 Sergio e sua esposa se tornaram pais de sua única filha, Claudia. Os dois permaneceram juntos por muitos anos e especificamente até 1994, quando infelizmente a mulher faleceu.

## Morte
Sergio Endrigo morreu em Roma em 7 de setembro de 2005, aos 72 anos, devido a um câncer de pulmão que havia sido diagnosticado alguns meses antes. Ele foi enterrado em Terni, no túmulo da família.

## Discografia

### Álbuns de estúdio
- 1963 - Sergio Endrigo
- 1964 - Endrigo (album em 1964)
- 1966 - Endrigo (album em 1966)
- 1968 - Endrigo (album em 1968)
- 1969 - La vita, amico, è l'arte dell'incontro
- 1970 - L'arca di Noè
- 1971 - Nuove canzoni d'amore
- 1972 - L'arca
- 1973 - Elisa Elisa e altre canzoni d'amore
- 1974 - La voce dell'uomo
- 1974 - Ci vuole un fiore
- 1975 - Endrigo dieci anni dopo
- 1976 - Canzoni venete
- 1976 - Alle origini della mafia
- 1977 - Sarebbe bello...
- 1978 - Donna mal d'Africa
- 1979 - Exclusivamente Brasil
- 1981 - ...E noi amiamoci
- 1982 - Mari del sud
- 1986 - E allora balliamo
- 1988 - Fonit Cetra
- 1988 - Il giardino di Giovanni
- 1993 - Qualcosa di meglio
- 2003 - Altre emozioni
- 2004 - Cjantant Endrigo
- 2005 - I 45 giri

### Singles
| without Year | - E allora balliamo - Il mondo - La ballata dell'ex - Nelle mie notti - La canzone della libertà |
| 1959         | - Aiuto - Arrivederci - Avevamo la stessa età - Ero un uomo tranquillo - I Sing Ammore - Labbra di fuoco - Io sono il vento - Venus - Il tuo sorriso - Non so cos'è - Notte lunga notte - Nuvola per due - Ora che ho te (son felice di vivere) - Patricia - Piove - Storia di un amore - Tanta da morire - Tu (non-devi farlo più) - Tu sei quì - Un'ora con te |
| 1960         | - I tuoi vent'anni |
| 1961         | - La brava gente |

| 1962 | - Aria di neve - Basta così - Io che amo solo te - La periferia - Vecchia balera - Via Broletto 34 |
| 1963 | - La rosa bianca - Annamaria - Era d'estate - Se le cose stanno così - Viva Maddalena              |
| 1964 | - Ti amo                                                                                           |
| 1965 | - Come stasera mai - Mani bucate - Teresa                                                          |
| 1966 | - Adesso sì - Girotondo intorno al mondo - Io e la mia chitarra                                    |
| 1967 | - Dove credi di andare - Il treno che viene dal sud - Perché non-dormi fratello                    |
| 1968 | - Canzone per te - Il dolce paese - Il primo bicchiere di vino - La colomba - Marianne             |

| 1969 | - La casa - Lontano dagli occhi - San Firmino        |
| 1970 | - Dall'America - L'arca di Noé                       |
| 1971 | - La prima compagnia - Una storia - Quando ti lascio |
| 1972 | - Angiolina                                          |
| 1973 | - Antiqua - Elisa Elisa                              |
| 1974 | - Ci vuole un fiore                                  |
| 1976 | - A Barbara - Quando c'era il mare                   |
| 1980 | - Mille lire                                         |
| 1986 | - Canzone italiana - Le ragazze                      |
| 2002 | - La voce dell'uomo - Spiaggia libera                |

## Filmografia
- Questi pazzi, pazzi italiani, dirigido por Tullio Piacentini (1965)
- Z2 operazione Circeo, dirigido por Alberto Cavallone (1966) -  filme para TV
- Tutte le domeniche mattina, dirigido por Carlo Tuzii (1972) -  filme para TV
- Il cielo è sempre più blu, dirigido por Antonello Grimaldi (1996)